# Omeprazolo
L'omeprazolo è un principio attivo utilizzato per la terapia di patologie gastriche, quali l'ulcera e la malattia da reflusso gastroesofageo (GERD), oltre che per la prevenzione di possibili lesioni gastriche derivanti dall'assunzione di farmaci FANS. L'omeprazolo è il capostipite della classe degli inibitori di pompa protonica (IPP) ed è uno dei farmaci più usati nel trattamento della gastrite. L'omeprazolo è commercializzato sotto il nome di diverse specialità registrate: Antra, Omeprazen, Omolin, Nansen, Protec e altri; si può comunque trovare in vendita anche come farmaco generico sotto il nome di Omeprazolo.

## Chimica

Meccanismo di attivazione dell'omeprazolo a pH gastrico

Trattandosi di un racemo, esistono due enantiomeri dell'omeprazolo: l'R-enantiomero e l'S-enantiomero (esomeprazolo).
Nonostante alcune differenze a livello di farmacocinetica, tutte le diverse molecole degli IPP non sembrano avere profili di efficacia clinica significativamente diversi tra loro, anche nella terapia sintomatica nei protocolli per l'eradicazione dell'Helicobacter Pylori; in ambito di sanità pubblica e farmacoeconomia, la scelta tra i diversi IPP dovrebbe quindi tenere conto anche del rapporto costi/benefici, orientandola in direzione delle molecole più economiche a parità di efficacia.

## Controindicazioni
Alcuni studi condotti con omeprazolo ed esomeprazolo hanno riportato un'incidenza di eventi cardiovascolari (attacchi cardiaci o morte cardiovascolare) maggiore nei pazienti trattati farmacologicamente per la malattia da reflusso gastroesofageo rispetto a quelli trattati chirurgicamente. L'analisi del profilo di sicurezza in questo ambito non ha stabilito a tutt'oggi una correlazione fra uso prolungato con omeprazolo, e esomeprazolo, e aumento del rischio cardiovascolare.
Poiché gli inibitori di pompa sembrerebbero aumentare il rischio di sviluppare una polmonite acquisita in comunità, non si raccomanda la loro somministrazione in pazienti con disturbi respiratori.
Alcuni inibitori di pompa protonica sembrano aumentare l'incidenza di diarrea da C. difficile; nei pazienti con anamnesi positiva per diarrea associata a tale germe, l'omeprazolo non è raccomandato.
Bisogna valutare attentamente la necessità di somministrare un inibitore di pompa protonica durante la terapia antiaggregante con clopidogrel. Alcuni studi hanno infatti evidenziato una riduzione degli effetti terapeutici del clopidogrel quando somministrato in associazione con gli inibitori di pompa protonica (probabile inibizione farmacometabolica del clopidogrel mediata dal CYP2C19). La sostituzione di omeprazolo con gli antagonisti degli H2-recettori (ranitidina, famotidina, nizatidina) non normalizza l'efficacia di clopidogrel e comporta anch'essa un aumento del rischio di eventi cardiovascolari. Nei pazienti che richiedono necessariamente un IPP, il pantoprazolo è quello con l'effetto inibitorio sul CYP2C19 più debole.
Uno studio condotto su larga scala e pubblicato nel 2016 ha dimostrato come l'assunzione prolungata di inibitori di pompa protonica negli anziani aumenti il rischio di sviluppare segni progressivi della demenza.
L’assunzione prolungata di inibitori della pompa protonica (IPP) può essere associato a un'alterazione del livello di cromogranina A (CgA) che in sede di analisi viene utilizzata come marcatore dei tumori neuroendocrini. I livelli di cromogranina A ritornano normali dopo 14 giorni dall´interruzione del trattamento con farmaci IPP.